# Szalay Lenke
Szalay Lenke (született: Lányi Lenke) (Monor, 1911. október 9. – Budapest, 1997. június 14.) ifjúsági író. Hírnevét a Mogyoró ifjúsági könyvsorozattal szerezte. 

## Életpályája
Lányi Lenke néven született Monoron, négy testvére volt. Édesapja vasúti tisztviselőként dolgozott, a családjáról egyedül gondoskodott felesége súlyos betegsége miatt. Lenke előbb Monoron, majd Budapesten végezte el az iskolát, továbbtanulni nem tudott. Írásba házassága után kezdett, előtte nyelveket tanult, született két fia, Miklós és Péter.
Első novelláit az Ifjúsági Könyvkiadónak (1957-től Móra Könyvkiadó) küldte el, akik tovább ösztönözték Szalay Lenkét. Első műve 1959-ben jelent meg, a Ketten hiányoznak, amiért elnyerte a Móra Könyvek Nívódíját. A valódi sikert Mogyoró című ifjúsági könyvsorozata hozta el neki, ami négy részben jelent meg, az első 1959-ben, a második 1960-ban Mogyoró kinövi a kabátját címmel. A harmadik részt hat évvel később készítette el Te már nagylány vagy, Mogyoró címmel, 1973-ban pedig megírta az utolsó részt, a Mogyoró és a fiút. A könyvek Réber László és Görög Júlia illusztrációival kerültek napvilágra.
A Mogyoró sorozatot a Pöttyös könyvek olvasóinak is kiadta a Móra Könyvkiadó, legutóbb 2011-ben a Ciceró Könyvstúdió gondozásában jelent meg a Klasszikusok fiataloknak sorozatban.
Szalay Lenke fia, Szalay Péter állította össze Magyar Zoltán olimpiai bajnok tornászról szóló könyvet Magyar a lovon és gyalog címmel.

## Művei
- Ketten hiányoznak (1959)
- Mogyoró (1959)
- Mogyoró kinövi a kabátját (1960)
- Barát érkezik a házhoz (1963)
- Te már nagylány vagy, Mogyoró (1966)
- Hajnali szökés (1970)
- Mogyoró és a fiú (1973)
- Csaó, Adriana (1979)
- Könyv a párna alatt (1980)
- Hoztam három gyereket (1985)
- Éjszakai telefonhívás (1986)
- Bébi, a számítógép (1988)

## Elismerése
- Móra Könyvek Nívódíja (1959)

## Emlékezete
A monori könyvtár Szalay Lenke százéves születése alkalmából egy kiállítás keretében emlékezett meg az írónőről az Országos Könyvtári Napok alatt 2011 októberében.